# Бјула Бонди
Бјула Бонди (енгл. Beulah Bondi) је била америчка глумица, рођена 3. маја 1889. године у Валпарејзу (Индијана), а преминула 11. јануара 1981. године у Лос Анђелесу (Калифорнија).

## Филмографија
| Улоге Бјула Бонди |                               |               |               |          |
| Година            | Српски назив                  | Изворни назив | Улога         | Напомена |
| 1939.             | Господин Смит иде у Вашингтон |               | Смитова мајка |          |
| 1943.             | Стража на Рајни               |               | Анис          |          |
| 1945.             | Јужњак                        |               | бака          |          |
| 1946.             | Диван живот                   |               | госпођа Бејли |          |